# Palicourea longistipulata
Palicourea longistipulata är en måreväxtart som beskrevs av Paul Carpenter Standley. Palicourea longistipulata ingår i släktet Palicourea och familjen måreväxter.

## Underarter
Arten delas in i följande underarter:
- P. l. chrysorrhachis
- P. l. longistipulata